# FileServe
FileServe é um serviço multilíngua de download e upload de arquivos.

## Tipos de contas
O serviço possuia 2 tipos de contas:
- Grátis:

O usuário poderia fazer apenas um download simultaneamente e a velocidade de download era baixa. Era possível também usar gerenciadores de download para tirar o máximo de uma conta gratuita.
- Premium:

O usuário Premium poderia executar vários downloads ao mesmo tempo, para se tornar premium o usuário teria que pagar um plano de assinatura Premium.

## Outros serviços
O Fileserve possui outros dois serviços:

### Fileserve Manager
Um serviço grátis de gerenciamento de arquivos.

### Servezip
Um serviço de compactamento de arquivos gratuito, ele permite o envio de arquivos diretamente para o FileServe.

## Blocos e lista negra
- No dia 1 de abril de 2012 o site passou a operar em outro modo, como o megaupload havia sido fechado recentemente por problemas e teve o criador preso, o Fileserve decidiu somente aceitar o download de arquivos que o próprio usuário havia "mandado" para o site para prevenir problemas com a legislação.